# Ladislav Křivský
Ladislav Křivský (8. prosince 1925 – 24. dubna 2007) byl český astronom a meteorolog, který se zabýval zejména výzkumem Slunce. Z jeho iniciativy vznikl program Fotosferex, zákresy sluneční fotosféry na československých hvězdárnách a zasílání těchto kreseb expresní poštou na ondřejovskou hvězdárnu.
V roce 2001 získal nejvyšší ocenění České astronomické společnosti – Nušlovu cenu.